# Weber megye (Utah)
Weber megye az Amerikai Egyesült Államokban, azon belül Utah államban található. Megyeszékhelye és legnagyobb városa Ogden. Lakosainak száma 262 223 fő (2020. április 1.). Weber megye Box Elder, Cache, Rich, Morgan, Davis és Tooele megyékkel határos.

## Népesség
A megye népességének változása:
| Lakosok száma | 232 130 | 234 035 | 236 551 | 238 519 | 243 645 | 262 223 |
|               | 2010    | 2011    | 2012    | 2013    | 2015    | 2020    |